# إيميت بولز
إيميت بولز (بالإنجليزية: Emmett Bowles)‏ هو لاعب كرة قاعدة أمريكي، ولد في 2 أغسطس 1898 في وانيت في الولايات المتحدة، وتوفي في 3 سبتمبر 1959 في فلاغستاف في الولايات المتحدة.

## وصلات خارجية
- إيميت بولز على موقعبيزبول رفرنس.كوم (الدوري الرئيسي) (الإنجليزية)